# Sztuczny satelita

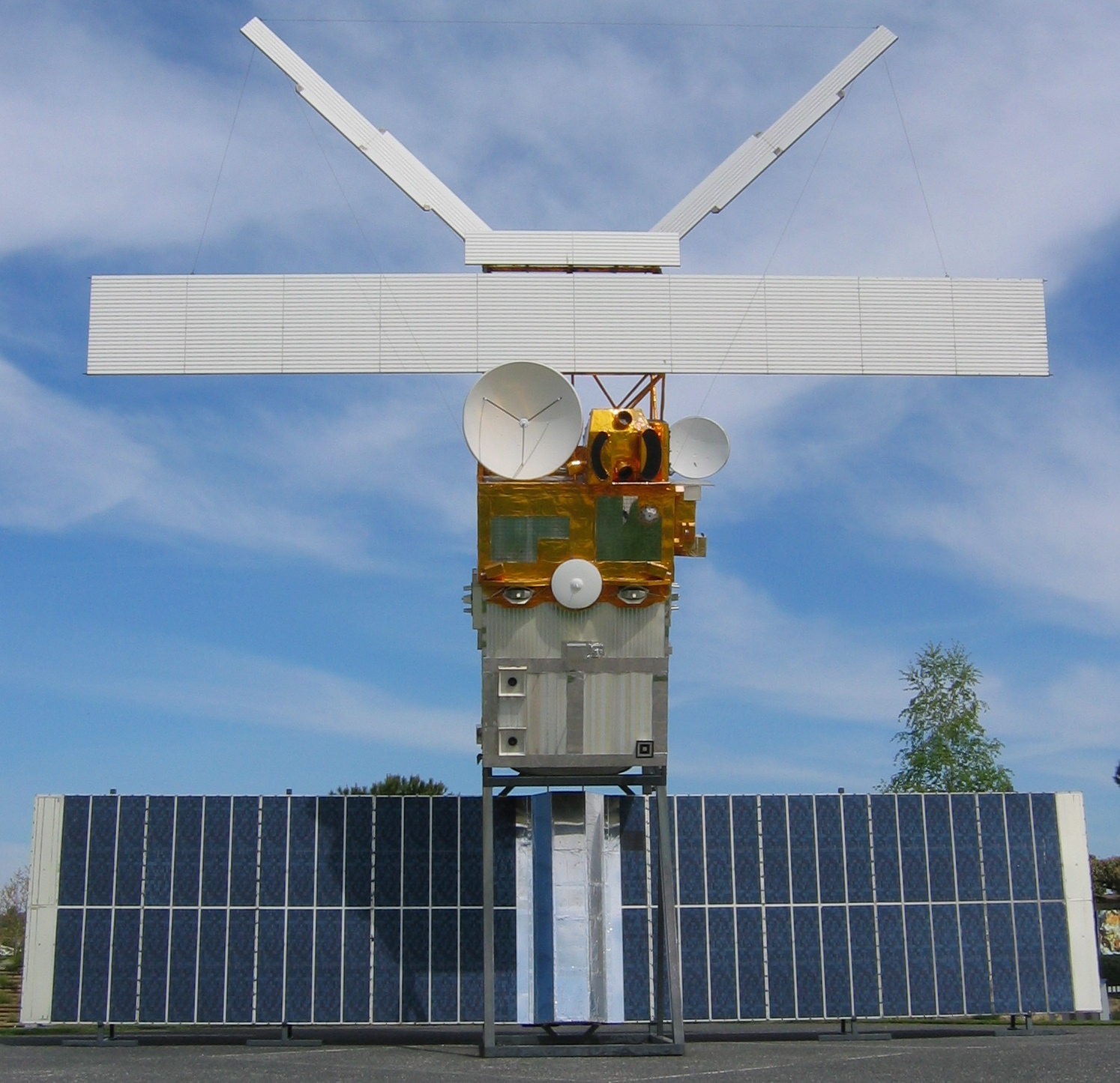
Makieta ERS 2 – sztucznego satelity Ziemi

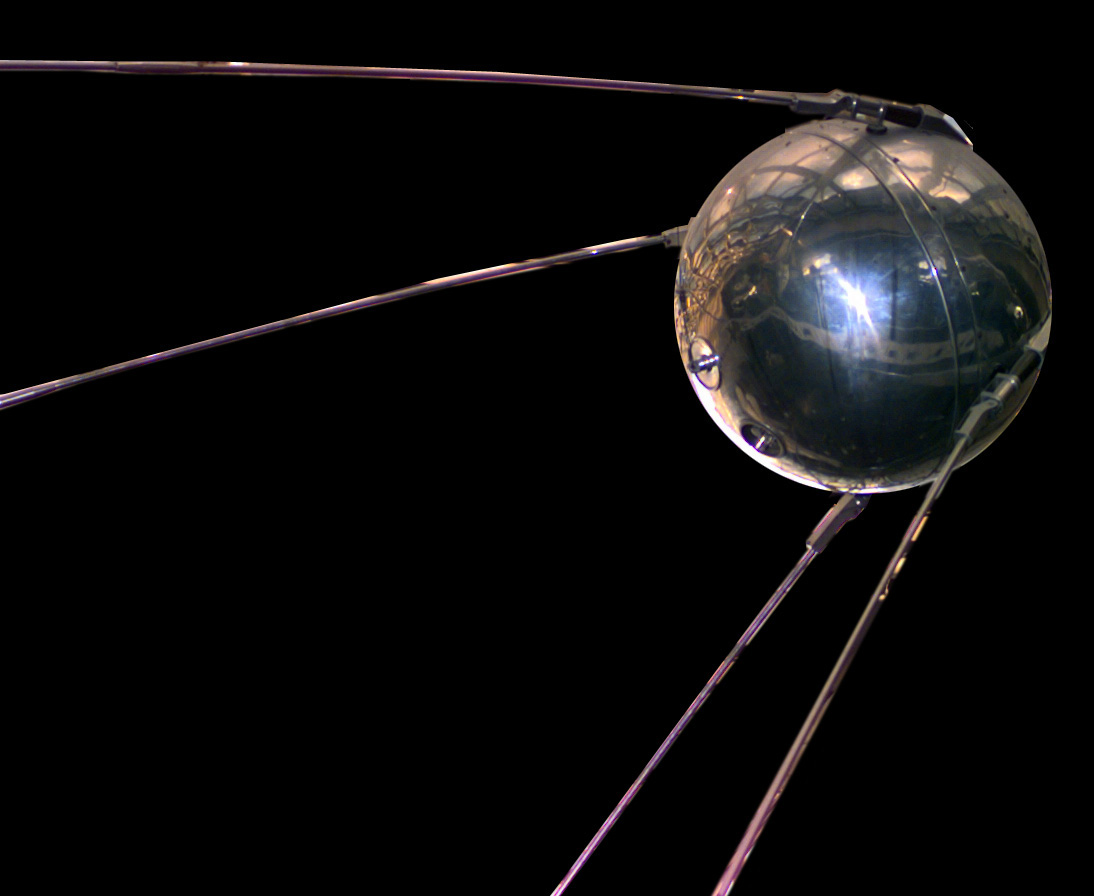
Replika Sputnika 1, pierwszego sztucznego satelity Ziemi

Sztuczny satelita – satelita wykonany przez człowieka poruszający się po orbicie wokół ciała niebieskiego. Pierwszym sztucznym satelitą był Sputnik 1, wyniesiony na orbitę wokół Ziemi przez Związek Radziecki 4 października 1957 roku.
Sztucznym satelitą jest statek kosmiczny (z załogą lub bez załogi) okrążający ciało niebieskie (np. planetę, Księżyc) po orbicie zamkniętej. Najliczniejszą grupę stanowią sztuczne satelity Ziemi. Wyniesiono również w przestrzeń kosmiczną sztuczne satelity Księżyca, Marsa, Wenus, Słońca (np. Helios 1, Pioneer 6 i 9), Jowisza (Galileo), Saturna (Cassini), Merkurego (MESSENGER), planetoidy Westa (Dawn), planety karłowatej Ceres (Dawn) i innych ciał. Zdecydowana większość sztucznych satelitów wprowadzana jest na orbitę wokół Ziemi. Wprowadzenie na orbitę sztucznych satelitów Ziemi odbywa się za pomocą rakiety nośnej, której zadaniem jest wyniesienie satelity poza gęste warstwy atmosfery i nadanie mu odpowiedniej prędkości i kierunku. Dalszy lot statku odbywa się ruchem bezwładnym w polu grawitacyjnym ciała obieganego. Na ogół tor lotu (orbita) jest w przybliżeniu orbitą keplerowską, czyli elipsą. Orbita ulega zakłóceniom pod wpływem oporu górnych warstw atmosfery, nierównomierności rozkładu masy oraz spłaszczenia ciała obieganego, a także wskutek przyciągania innych ciał. Sztuczne satelity innych ciał niebieskich to na ogół sondy kosmiczne, wprowadzone najpierw na orbitę okołosłoneczną. Po zbliżeniu się do docelowego ciała sondy te włączały silniki, które zmniejszały odpowiednio prędkość, aby wejść na orbitę wokół tego ciała.
Sztuczny satelita zwany sterowanym jest wyposażony w silniki rakietowe, umożliwiające zmiany orbity i jej nachylenia, a także obrót statku. Silniki te umożliwiają także stabilizację orbity, przeciwstawiając się wymienionym powyżej czynnikom. Odpowiednią orientację satelity w przestrzeni zapewnia stabilizacja aktywna, dokonywana za pomocą małych silników rakietowych lub systemów żyroskopowych, m.in. dzięki temu anteny satelitów telekomunikacyjnych są skierowane cały czas we właściwym kierunku.
Większość sztucznych satelitów nie jest sprowadzanych na Ziemię. Satelity na niskich orbitach, na ogół po pewnym czasie, wchodzą w atmosferę. Ulegają w niej całkowitemu lub częściowemu spaleniu. Satelity na dalszych orbitach mogą pozostawać na orbitach przez setki lat (np. Vanguard 1) lub dłużej.
Szczególnie ważną grupę sztucznych satelitów Ziemi stanowią załogowe statki kosmiczne, w tym statki wielokrotnego użytku – wahadłowce oraz stacje kosmiczne umieszczane na orbitach wokółziemskich.
Sprowadzenie sztucznego satelity na Ziemię (w tym załogowego statku kosmicznego) wymaga zmniejszenia prędkości (za pomocą silników). Przy mniejszej prędkości satelita zmienia orbitę na  bliższą powierzchni Ziemi i przy dostatecznie niskiej orbicie wchodzi w atmosferę, gdzie następuje dalsze hamowanie, podczas którego satelita silnie się rozgrzewa.
Sondy znajdujące się na orbicie wokołosłonecznej w zasadzie powinny być nazywane sztucznymi planetoidami (przez pewien stosowano to określenie, lecz nie przyjęło się).
W 2015 roku zastosowano nową metodę umieszczania satelitów na orbicie – zostały one wpierw wyniesione na ISS, a z niej umieszczone na właściwej trajektorii.

## Historia
- Sputnik 1 – pierwszy sztuczny satelita Ziemi (1957 r.)
- Sputnik 2 – pierwszy sztuczny satelita z żywym zwierzęciem na pokładzie (pies Łajka, wysłany bez możliwości powrotu na Ziemię) (1957 r.)
- Explorer 1 – odkrycie pasów radiacji (tzw. pasy Van Allena) – pierwszy ważny wynik naukowy misji kosmicznej dotyczący przestrzeni okołoziemskiej (1958 r.).
- Vanguard 1 – pierwszy satelita wyposażony w baterie słoneczne (dzięki temu dostarczał danych przez szereg lat) (1958 r.).
- Łuna 1 (Mieczta) – pierwsza sonda, która osiągnęła drugą prędkość kosmiczną i weszła na orbitę okołosłoneczną (sztuczny satelita Słońca, sztuczna planetoida, 1959 r.)
- Discoverer 2 – pierwszy sztuczny satelita sprowadzony częściowo na Ziemię (sprowadzona specjalna kapsuła), oraz pierwszy wywiadowczy satelita (w ramach programu Corona, 1959 r.).
- Echo 1A – pierwszy satelita telekomunikacyjny (pasywny, 1960 r.).
- Tiros 1 – pierwszy sztuczny satelita meteorologiczny (1960 r.).
- Wostok 1 – pierwszy sztuczny satelita Ziemi z ludzką załogą (J. Gagarin, 1961 r.).
- Telstar 1 – pierwszy aktywny satelita telekomunikacyjny (m.in. dokonał transmisji sygnału telewizyjnego z USA do Europy w 1962 r.).
- ANNA1B – pierwszy sztuczny satelita geodezyjny (1962 r.).
- Syncom 2 – pierwszy satelita telekomunikacyjny umieszczony na orbicie geosynchronicznej (1963 r.).
- Syncom 3 – pierwszy satelita telekomunikacyjny umieszczony na orbicie geostacjonarnej (1964 r.)
- Transit – pierwszy system nawigacji satelitarnej (operacyjny od 1964 r.).
- Luna 10 – pierwszy sztuczny satelita Księżyca (1966 r.).
- Gemini 8 – pierwsze połączenie dwóch satelitów na orbicie (załogowy statek Gemini 8 i bezzałogowy Agena, 1966).
- Apollo 8 – pierwszy sztuczny satelita Księżyca z ludzka załogą (1968 r.).
- Sojuz 4 i Sojuz 5 – pierwsze połączenie na orbicie dwóch załogowych statków kosmicznych (1969 r.).
- Apollo 10 i moduł księżycowy Snoopy – pierwsze połączenie załogowych satelitów na orbicie okołoksiężycowej (1969 r.).
- SERT 2 – pierwszy sztuczny satelita wyposażony w silnik jonowy (1970 r.)
- Salut 1 – pierwszy satelita przeznaczony na dłuższy pobyt ludzi i umożliwiający teoretycznie wymianę załogi (mała stacja kosmiczna) (1971 r., deorbitowana 1971 r.).
- Mariner 9 – pierwszy sztuczny satelita Marsa (1971 r.).
- Skylab – pierwsza stacja kosmiczna z rzeczywiście wymienianą kilkakrotnie załogą (1973 r., deorbitowana 1979 r.).
- Wenera 9 – pierwszy sztuczny satelita Wenus (1975 r.).
- ISE 3 – pierwsza sonda umieszczona w punkcie libracyjnym Ziemi (punkt L1 1978 r.).
- STS 1 – pierwszy lot systemu wielokrotnego użytku (wahadłowiec Columbia, 1981 r.).
- Mir – pierwsza stacja kosmiczna rozbudowywana na orbicie, (wystrzelenie pierwszego modułu w 1986 r., deorbitacja stacji w 2001 r.).
- Galileo – pierwszy sztuczny satelita Jowisza (1995 r.).
- GPS – pierwszy globalny ogólnodostępny system nawigacyjny (w pełni operacyjny od 1995 r.).
- ISS – Międzynarodowa Stacja Kosmiczna największy sztuczny satelita Ziemi (wystrzelenie pierwszego modułu w 1998 r.).
- NEAR Shoemaker – pierwszy sztuczny satelita planetoidy (Eros w 2000 r.).
- Ofeq-5 – sztuczny satelita na najbardziej nachylonej plaszczyznie orbity ze wszystkich sztucznych satelitów Ziemi (2002).
- Cassini – pierwszy sztuczny satelita Saturna (2004 r.).
- MESSENGER – pierwszy sztuczny satelita Merkurego (2011 r.).
- Dawn – pierwszy sztuczny satelita planetoidy Westa (2011 r.).
- Rosetta – pierwszy sztuczny satelita komety (kometa 67/P 2014 r.).
- Dawn – pierwszy sztuczny satelita planety karłowatej Ceres (2015 r.).

## Typy sztucznych satelitów
Podział ze względu na przeznaczenie:
- satelita badawczy (naukowy)
  - satelita astronomiczny
  - satelita biologiczny
  - satelita geodezyjny
  - satelita geofizyczny
  - satelita jonosferyczny
  - satelita oceanograficzny
- satelita meteorologiczny
  - geostacjonarne, np. Meteosat, Goes, Insat, GMS, Goms, Feng Yun 2
  - okołobiegunowe, np. NOAA, Meteor, Feng Yun 1, Terra, Metop
  - teledetekcyjne (środowiskowy, ang. remote sensing), np. Landsat, IKONOS, SPOT, Resus, QuickBird
- satelita nawigacyjny
- satelita technologiczny (techniczny, doświadczalny)
- satelita telekomunikacyjny (komunikacyjny, łącznościowy, przekaźnikowy)
  - aktywny (czynny)
    - bezpośredniej transmisji

  - pasywny (bierny)
- satelita rozpoznawczy (szpiegowski, satelita-szpieg)
- stacja kosmiczna
- teleskop kosmiczny

Inne: użyteczny, wieloczynnościowy, operacyjny.

## Liczba satelitów według organizacji zarządzającej
Organizacje zarządzające aktywnymi (tj. operacyjnymi, częściowo operacyjnymi, w trybie standby, zapasowymi bądź o wydłużonej misji) satelitami Ziemi według stanu na lipiec 2017.   Są to dane historyczne, bowiem w listopadzie 2023 roku konstelacja satelitów Starlink (zarządzana przez Spacex) zawierala ok. 5000 satelitów
- Stany Zjednoczone – 657
- Chiny – 203
- Wspólnota Niepodległych Państw – 145
- Japonia – 82
- Indie – 55
- SES S.A. – 50
- Europejska Agencja Kosmiczna – 45
- Orbcomm – 42
- International Telecommunications Satellite Organization – 36
- Globalstar – 34
- Eutelsat – 33
- Kanada – 31
- Niemcy – 27
- nieustalone – 25
- Francja – 22
- Wielka Brytania – 22
- Hiszpania – 16
- Włochy – 15
- Izrael – 14
- Brazylia – 13
- Korea Południowa – 13
- International Mobile Satellite Organization – 12
- O3b Networks – 12
- Argentyna – 11
- Arabia Saudyjska – 11
- Australia – 10
- Singapur – 10
- Indonezja – 9
- Turcja – 9
- Asia Broadcast Satellite – 7
- Tajwan – 7
- Zjednoczone Emiraty Arabskie – 7
- Arab Satellite Communications Organization – 6
- Asia Satellite Telecommunications Company – 6
- European Organization for the Exploitation of Meteorological Satellites – 6
- Norwegia – 6
- Międzynarodowa Stacja Kosmiczna – 5
- Kazachstan – 5
- Republika Południowej Afryki – 5
- Tajlandia – 5
- Algieria – 4
- Dania – 4
- Grecja – 4
- Malezja – 4
- Meksyk – 4
- Polska – 4
- Austria – 3
- Belgia – 3
- Holandia – 3
- Nigeria – 3
- Wietnam – 3
- Białoruś – 2
- Ekwador – 2
- Egipt – 2
- Finlandia – 2
- Francja i Włochy wspólnie – 2
- Szwecja – 2
- Szwajcaria – 2
- Ukraina – 2
- Wenezuela – 2
- Azerbejdżan – 1
- Boliwia – 1
- Chiny i Brazylia wspólnie – 1
- Chile – 1
- Czechy – 1
- Estonia – 1
- Iran – 1
- Irak – 1
- Laos – 1
- Litwa – 1
- Luksemburg – 1
- Korea Północna – 1
- Pakistan – 1
- Pendrell Corporation – 1
- Peru – 1
- RascomStar-Qaf – 1
- Filipiny – 1
- Singapur i Tajwan wspólnie – 1
- Turkmenistan i Monako wspólnie – 1
- Urugwaj – 1